# Узвышша
Узвышша —  білоруське літературно-художнє об'єднання, яке існувало з 26 травня 1926 по грудень 1931. Засновниками виступили 6 письменників (А. Бабарека, З. Бядуля, В. Дубовка, К. Кропива, Я. Пушча і К. Чорний), що вийшли з об'єднання «Молодняк». Об'єднання створили через пролеткультівську недооцінку мистецької спадщини. Засновники обґрунтували літературно-художній напрям об'єднання — аквітизм (лат. aqua vita, трансліт. скорочено — жива вода) — розвиток звичаїв національного відродження і творче використання нововведень світової художньої  культури. Заява об'єднання 1927 р. засуджувала заперечення літературної традиції в творчості молодих письменників. Пропонувалося виховувати обдарованість через розвиток високої культури мовлення з опорою на автентичний фольклор і класичну літературу, використанням художніх знаків і зосередженої образності, національно-специфічної тематики. В результаті переслідування керівництво в 1930 р. схвалило постанову «про політичні помилки в літературно-публіцистичній творчості», що містила заперечення проти ряду статей В. Дубовки, Ф. Купцевич і К. Чорного. У статті «Пролетарським шляхом» керівники змушені відмовитися від « нашенівських традицій старшого покоління письменників» і пообіцяли засвоїти марксизм-ленінізм і включитися в боротьбу за  колективізацію села. У грудні 1931, після арешту і заслання А. Бабареки, В. Дубовки, Я. Пушчи і В. Жилки, збори «Узвышша» схвалили саморозпуск об'єднання.

## Часопис

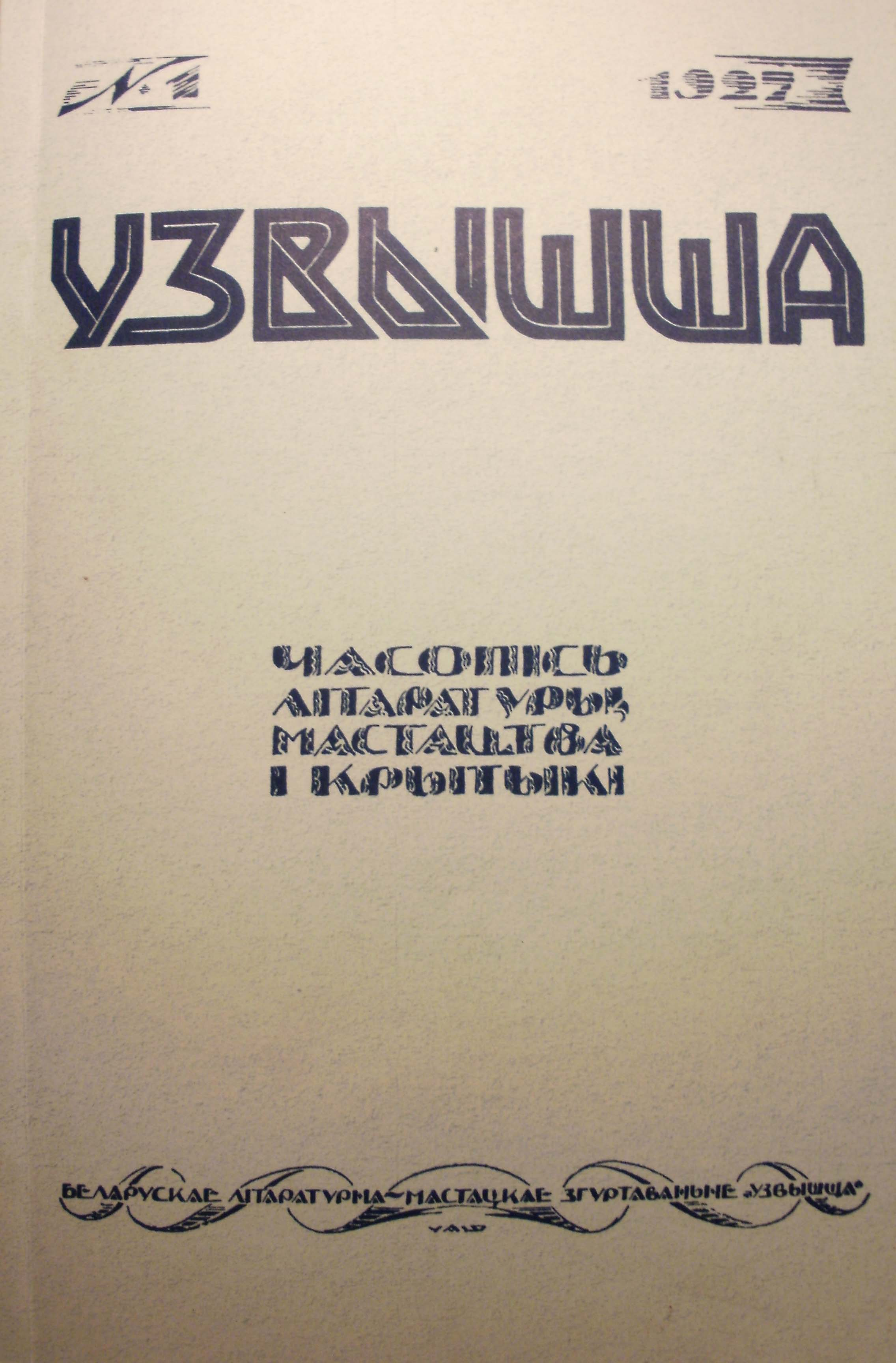
Часопис Узвышша № 1

З 1927 по 1930 об'єднання видавало однойменний часопис, що у 1931 продовжував видаватися Білоруським державним видавництвом у Мінську. Всього було видано 44 номери журналу в 39 книгах. Вважається одним з найбільш характерних і значних літературно-художніх видань в історії нової білоруської літератури.
Також збірки творчості своїх друзів.

## Друзі
Членами об'єднання стали Кузьма Чорний (голова), Кіндрат Кропива (заступник голови), Адам Бабарека (секретар), Змітрок Бядуля, Глебка, Сергій Дорожний, Володимир Дубовка, Максим Лужанін, Язеп Пушча, Василь Шашалевич, Тодор Кляшторний, Фелікс Купцевич, Лукаш Калюга, Андрей Мрий,Климент Кундіш (Яковчик), Антон Адамович, Юрка Віцьбич .